# Обольці
Обольці (біл. Абольцы) — село в Доброгощанській сільраді Жлобинського району Гомельської області Білорусі.
Біля села поклади суглинків.

## Географія

### Розташування
За 29 км на південний захід від Жлобина, 9 км від залізничної станції Мормаль (на лінії Жлобин — Калинковичі), 74 км від Гомеля.

## Гідрографія
На півдні та заході меліоративні канали.

## Транспортна мережа
Поруч автодорога Доброгоща — Жлобин. Планування складається з короткої прямолінійної широтної вулиці. Житлові будинки дерев'яні, садибного типу.

## Історія
Засноване на початку XX століття переселенцями з сусідніх сіл. У 1933 році організовано колгосп «Червоний орач». Під час Німецько-радянської війни в грудні 1943 року в селі розміщувався військово-польовий госпіталь. 20 жителів загинули в боротьбі проти нацизму. Згідно з переписом 1959 року в складі радгоспу «Вперед» (центр — село Мормаль).

## Населення

### Чисельність
- 2004 рік — 24 господарства, 46 жителів.

### Динаміка
- 1925 рік — 27 дворів.
- 1959 рік — 96 жителів (згідно з переписом).
- 2004 рік — 24 господарства, 46 жителів.